# La Reforma: eco de los dependientes de comercio

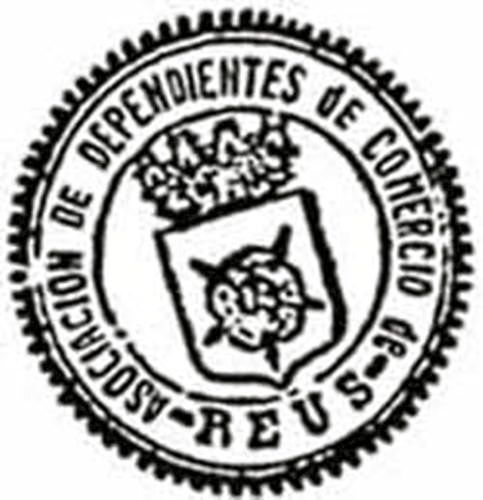
Escut de l'Associació de Dependents de Comerç

La Reforma: eco de los dependientes de comercio va ser una publicació quinzenal apareguda a Reus el 1900.

## Història
Antoni Fabra i Ribas, cap a finals de 1898 va organitzar una societat de resistència obrera que reunia empleats de comerç, principalment dependents dels rams del teixit i de paqueteria, l'Associació de Dependents de Comerç de Reus. Va fundar un periòdic, La Reforma, on hi col·laboraven Antoni Badia Matamala, president de l'Associació de la Dependència Mercantil, Marcial Badia i Josep Recasens entre d'altres. El primer número va sortir l'1 d'agost de 1900. Fins al número 9 va ser només un full de propaganda, i a partir del número 10, el 15 de gener de 1901, va accentuar el seu caràcter de revista, amb articles reivindicatius. Josep Recasens, amb el pseudònim d'Aníbal, va escriure una sèrie d'articles reclamant el descans dominical i millores salarials. La reclamació del descans dominical va provocar diversos aldarulls a Reus, amb trencadisses de vidres d'alguns comerços. El principal redactor en aquesta primera època, que va durar un any, va ser Fabra i Ribas, i quan marxà a l'estranger, la revista es deixà de publicar. L'últim número localitzat és el 16, del 15 d'abril de 1901. El maig de 1903 es va començar a publicar la segona època de la revista, ara mensual, amb un format més gran i major nombre de pàgines, sota l'impuls del membre de la junta de l'Associació de Dependents, Josep Recasens, que el desembre de 1904 va passar a ser-ne redactor en cap. En aquesta segona època els redactors són tots d'ideologia socialista. En aquest període la revista es repartia gratuïtament a Reus, Tarragona i Falset. Quan el 1904 es va aprovar una llei que obligava al descans dominical, es va produir una forta tensió entre els dependents de comerç agrupats a l'Associació i la patronal, que intentava desorganitzar la lluita amb amenaces de despatxar-los sinó es donaven de baixa de l'Associació. Recasens va publicar diversos articles contra els propietaris dels establiments més importants, com ara Joaquim Navàs, propietari de cal Navàs, i el diputat Julià Nougués, al que acusava d'aliat amb la patronal. La revista va desaparèixer a finals de 1905. L'últim número conegut és el 46, del 30 de setembre de 1905. L'Associació de Dependents de Comerç, a finals de 1905 s'integrà dins de l'Agrupació Socialista de Reus, l'organització local del PSOE.
La revista es va imprimir en la seva primera època a la Impremta de Les Circumstàncies, i el 1903 a les de Celestí Ferrando i Carreras i Vila. La llengua de la publicació era el castellà, tot i que sortiren alguns articles en català. Es conserven alguns exemplars a la Biblioteca Central Xavier Amorós de Reus. A la Biblioteca Virtual de Prensa Històrica hi ha digitalitzats exemplars de 1903 i 1904 del fons de la Biblioteca Pública de Tarragona.